# 1,1,1,3,3-pentaclorobutano
El 1,1,1,3,3-pentaclorobutano es un compuesto orgánico de fórmula molecular C4H5Cl5. Es un haloalcano lineal de cuatro carbonos con cinco átomos de cloro, tres de ellos unidos a un carbono terminal y otros dos al carbono 3 de la cadena.

## Propiedades físicas y químicas
El 1,1,1,3,3-pentaclorobutano tiene una densidad aproximada ρ = 1,500 g/cm³, un 50% mayor que la del agua.
Tiene su punto de ebullición a 202 °C y su punto de fusión a 1 °C, si bien ambos valores son estimados.
El valor del logaritmo de su coeficiente de reparto, logP = 4,42, indica que es más soluble en disolventes apolares que en disolventes polares.
En agua es prácticamente insoluble.

## Síntesis
El 1,1,1,3,3-pentaclorobutano puede prepararse por telomerización de cloruro de vinilideno con 1,1,1-tricloroetano, o de 2-cloropropeno con tetraclorometano en presencia de pentacarbonilo de hierro. En ambos casos se obtiene una mezcla de tres telómeros y la selectividad hacia el 1,1,1,3,3-pentaclorobutano (que es el producto de adición 1:1) es insuficiente para que este procedimiento tenga interés económico.
Para conseguir un rendimiento elevado la adición de tetraclorometano a 2-cloropropeno se lleva a cabo en presencia de una sal de cobre y una amina, la cual puede ser primaria, secundaria, terciaria o una ciclohexilamina. Por ejemplo se puede emplear cloruro de cobre (I) como sal e isopropilamina.
Otra vía de síntesis es por reacción de tetraclorometano y 2-cloro-1-propeno en presencia de, al menos, un compuesto de cobre (I) o cobre (II) como catalizador de la telomerización. Un disolvente polar en la mezcla de reacción mejora el procedimiento, y una amina, una amida o un óxido de trialquilfosfina puede estar presente como co-catalizador.
Si en esta reacción se utilizan líquidos iónicos y/o compuestos con al menos dos átomos de nitrógeno —uno tricoordinado y al menos otro tetracoordinado— el grado de conversión es próximo al 85%.

## Usos
El 1,1,1,3,3,-pentaclorobutano es precursor del 1,1,1,3,3-pentafluorobutano, sustituto de los clorofluoroalcanos líquidos prohibidos por el Protocolo de Montreal.
La hidrofluoración de este cloroalcano tiene lugar con fluoruro de hidrógeno en presencia de un haluro del grupo IVa o Va de la tabla periódica como catalizador (por ejemplo, pentacloruro de antimonio). La temperatura óptima para esta reacción es entre 80 °C y 130 °C.